# 서어나무
서어나무(학명: Carpinus laxiflora 카르피누스 락시플로라[*])는 자작나무과에 속하는 갈잎큰키나무이다. 서어나무를 한자말에 '서목'이라 하여 서쪽에 있는 나무란 뜻으로 우리말로 서나무, 서어나무가 된 것으로 짐작하고 있다. 속명 Carpinus는 켈트어로 '나무'라는 뜻의 카르(car)와 '머리'라는 뜻의 '핀'(pin)의 합성어다. 나무의 우두머리라는 의미로 별명이 머슬 트리(musclr tree) 즉, 근육나무라고 일컫는다. 한자로는 견풍건(見風乾)이라고 한다.

## 특징
높이는 15m, 지름은 1m에 달하며 나무 껍질은 회색이고 근육처럼 울퉁불퉁하다. 줄기와 가지는 둥근 원통형이나 회색의 표면이 울룩불룩하여 마치 보디빌딩으로 잘 가꾸어진 운동선수의 근육을 보고 있는 듯하다. 잎은 어긋나고 길이 5.5~7.5cm의 타원 모양 또는 긴 달걀 모양이며 끝이 길게 뾰족하고 그 끝이 뾰족하며 잎맥이 많고 뚜렷하다. 가장자리에 겹톱니가 있으며 뒷면 맥 위에 털이 있다. 잎 모양은 '나도밤나무'와 유사하지만 비교하자면 나무의 표피가 울퉁불퉁하며 회백색인 것이 다르다. 꽃은 암수한그루이고 5월에 피며 미상꽃차례를 이루며 달린다. 잎보다 먼저 꽃이 피는데, 암꽃이삭은 위쪽에, 수꽃이삭은 아래쪽에 늘어진다. 수꽃이삭은 작은가지에 달리고 밑으로 처지며, 수꽃은 각 포에 1개씩 달리고 8개의 수술이 있으며 수술대는 2개로 갈라진다. 암꽃이삭은 자루가 있으며, 암꽃은 각 포에 2개씩 들어 있고 암술머리는 2개이다. 열매이삭은 긴 원기둥 모양이고 길이가 4~8cm이며 밑으로 처지고, 포는 4~8개이고 한쪽에 깊이 패어 들어간 톱니가 있으며 반대쪽 밑에 1개의 돌기가 있다. 열매는 소견과이며 길이 3mm의 넓은 달걀 모양이며 10월에 익는다.

## 생태
숲도 시간이 지나면서 변화를 겪는데 이것을 '숲의 천이'라고 하며 맨 마지막 단계에서 최상의 상태를 유지한 숲을 극상림이라고 부르고 이 극상림을 구성하는 마지막 주자 중 하나가 서어나무이다. 한국의 경우에 대표적으로 양수에 해당하는 것이 소나무이고, 음수에 해당하는 것이 일차적으로 참나무 종류이며, 서어나무는 음수에서도 제2차적으로 나타난다. 서어나무가 크게 자리잡고 있는 숲은 우리나라 산림에서 천이의 마지막 단계인 극상에 도달했다는 뜻이 된다.
주로 산속이나 평지에서 자라며, 한국의 황해 이남에 널리 분포하고 있으며, 일본 등지에서도 분포한다.
서어나무는 홀로 서 있는 것보다 대개는 무리진 군락으로 사는 것으로 잘 알려져 있고 서울 근처에서는 광릉 숲, 남한산성 동쪽의 약사산의 서어나무 군락이 볼만하다. 강원도 백두대간 구간의 능선상에 있는 소나무들이 신갈나무 같은 참나무들에게 자리를 빼앗기고 있는 모습이 관찰되어 왔는데, 이제 서어나무까지 발견되었다.

## 쓰임새
나무의 강도가 크고 단단해, 방직용 목관, 악기류, 운동구 등의 목공품에 쓰인다. 표고 골목으로도 쓸 수 있으나 참나무보다 버섯이 덜 나와 잘 쓰지 않는다. 결국은 나무 쓰임새의 최하등급인 '땔나무'로 떨어질 수 밖에 없다.
정원이나 공원 나무에 사용되거나 분재 등에도 이용된다. 자연 수형에 관상 가치가 있기 때문에 전정에 적합하지 않지만 전정하지 않아도 수형이 정돈되기 쉽다.

## 사진

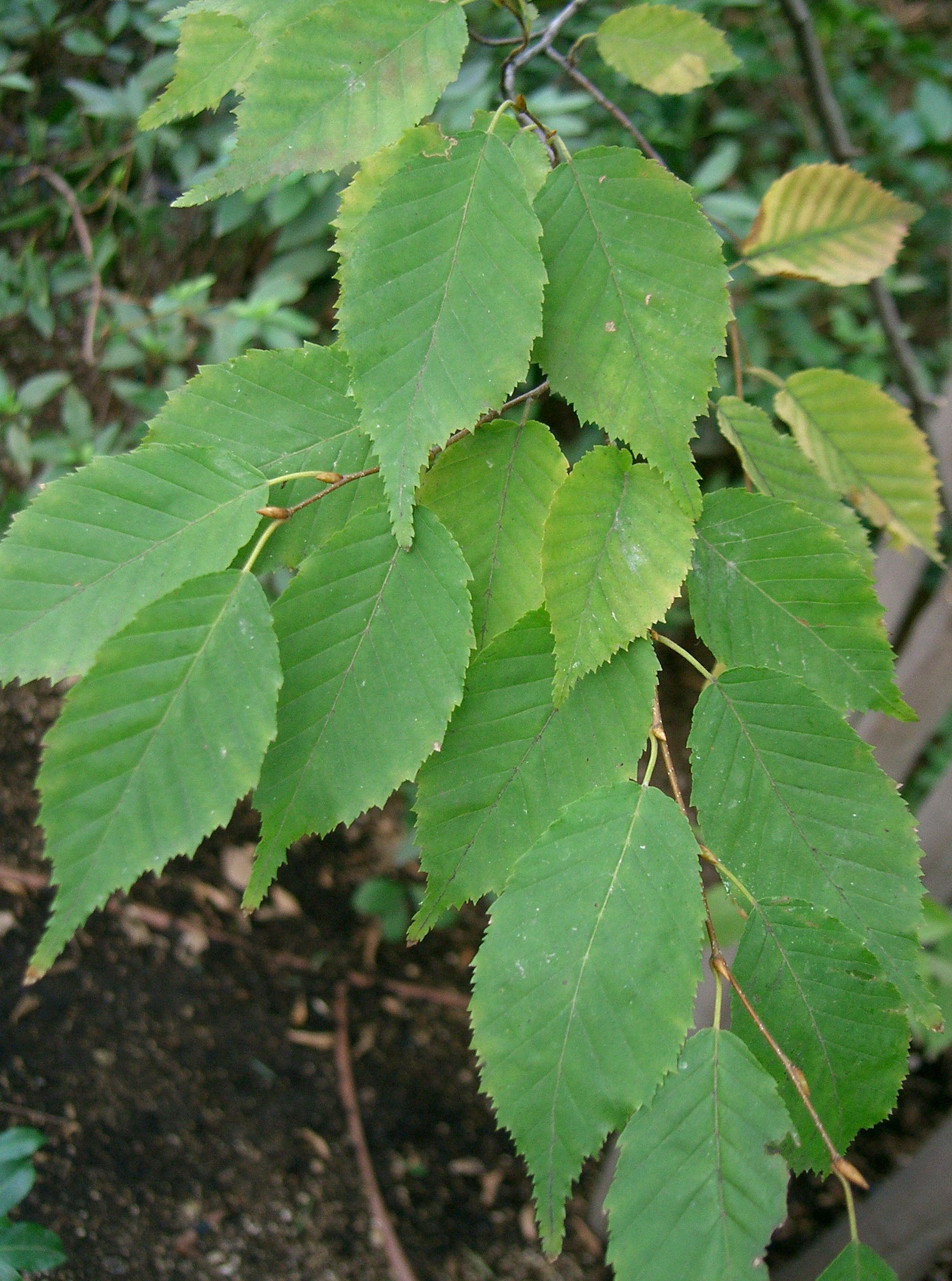
잎
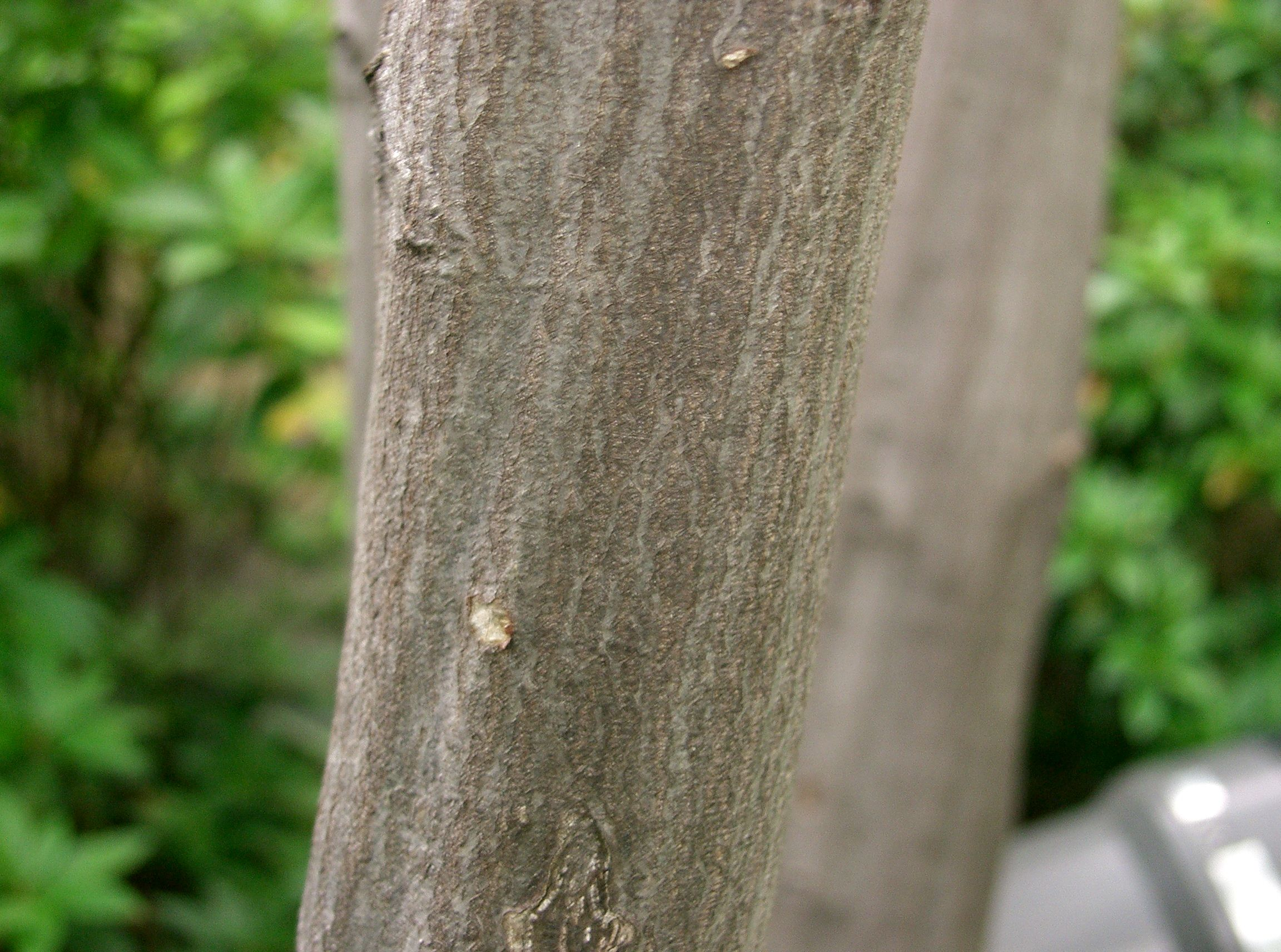
줄기
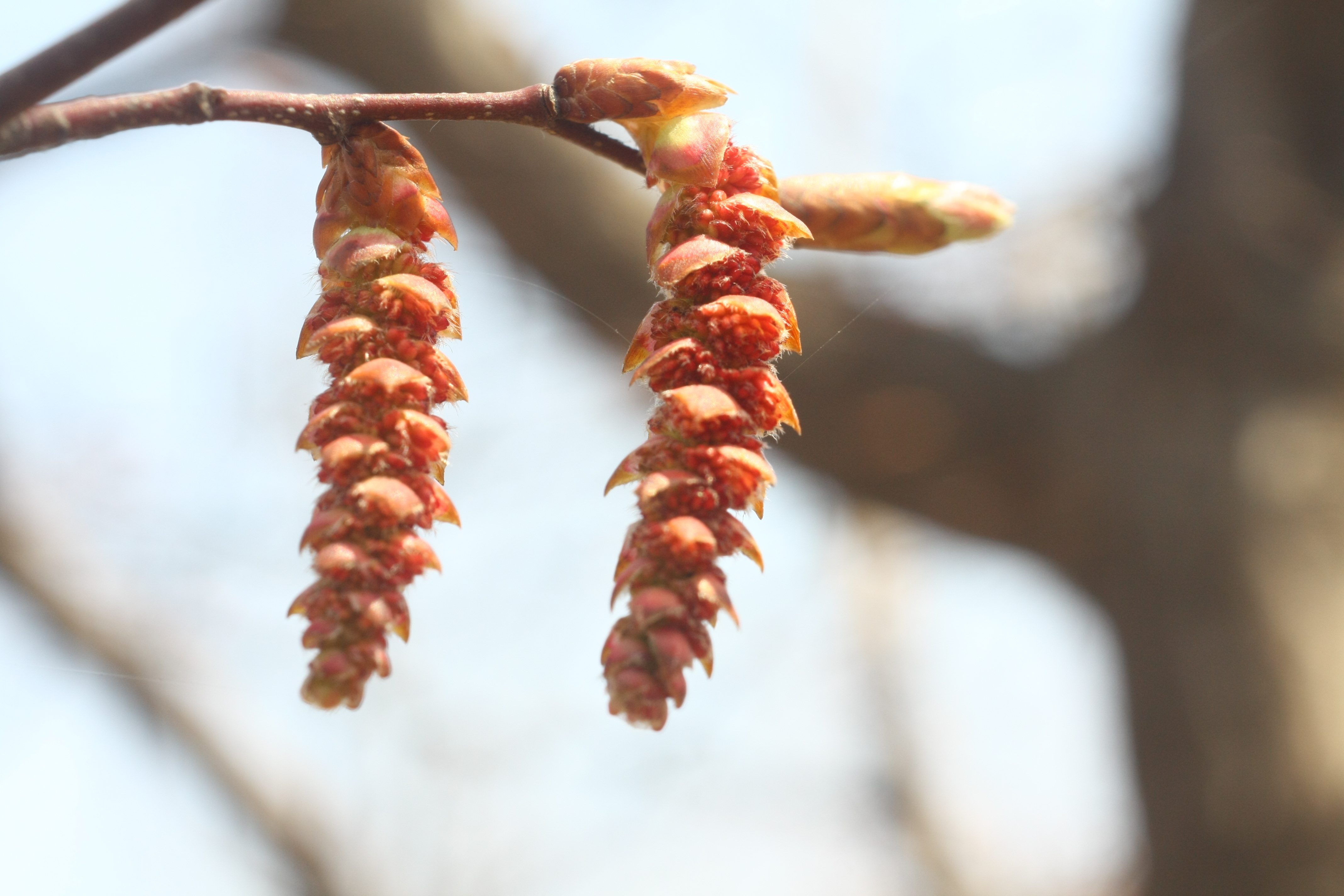
꽃

## 참고 문헌
- 이 문서에는 다음커뮤니케이션(현 카카오)에서 GFDL 또는 CC-SA 라이선스로 배포한 글로벌 세계대백과사전의 내용을 기초로 작성된 글이 포함되어 있습니다.